# Muséofile
Muséofile es una base de datos del Ministerio de Cultura de Francia que hace inventariado de las obras existentes en una lista de las instituciones certificadas musée de France según la ley n° 2002-5 de 4 de enero de 2002, bajo el control científico y técnico del Estado, y algunos otros museos que no están bajo ese control.
El 1 de enero de 2016, esta base contenía 1315 registros de museos, son 1216 de los 1222 museos de Francia recensados el 10 de octubre de 2014 y otros 99 museos. 
Se interconecta con la base Joconde que alberga los datos sobre las obras de arte y lo que trata de las noticias de las obras de arte de sus colecciones, la lista de estas se puede ver haciendo clic en las palabras « œuvres du musées dans la base Joconde ».